# آن ویلسون
آن ویلسون (انگلیسی: Ann Wilson؛ زادهٔ ۱۹ ژوئن ۱۹۵۰) یک موسیقی‌دان اهل ایالات متحده آمریکا است. ویلسون بیشتر به‌خاطر عضویت (خواننده اصلی) در گروه راک آمریکایی هارت شناخته می‌شود. 